# Molnija (Uhrenhersteller)

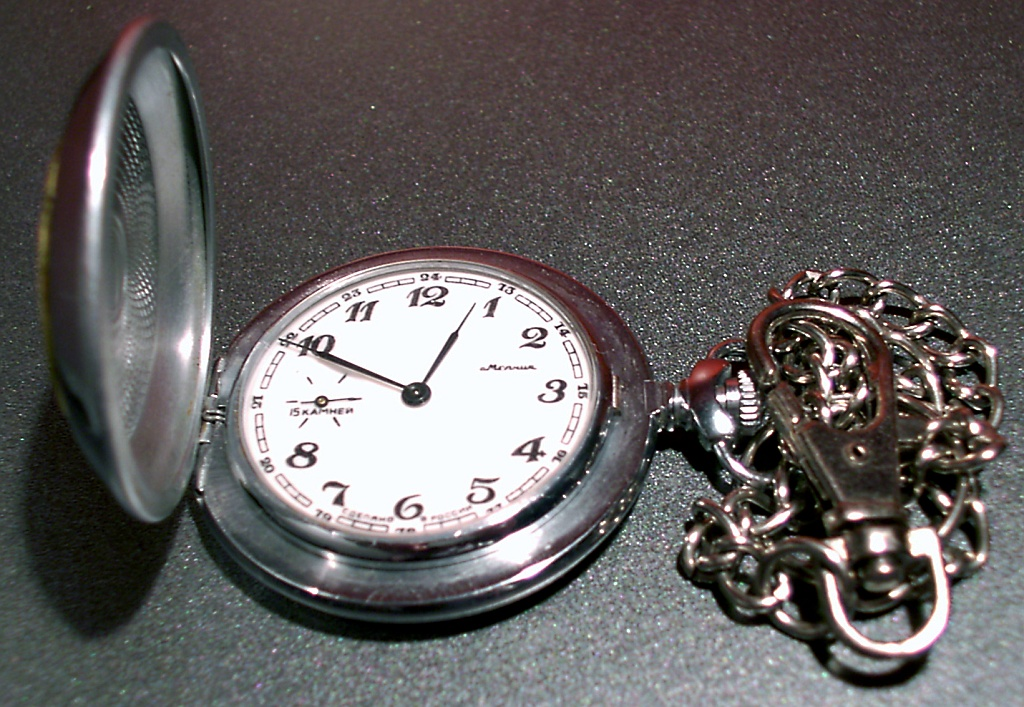
Eine Taschenuhr der Marke Molnija

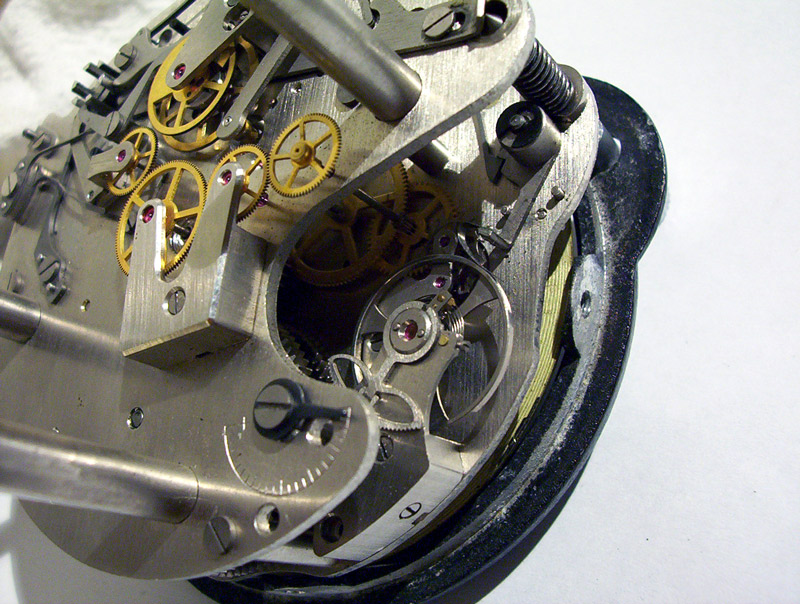
Uhrwerk AChS-1 Cockpit Chronograph der MiG 25

Molnija (russisch Молния, deutsch Blitz) ist ein russischer Hersteller von Uhren und Uhrwerken aus Tscheljabinsk. Die Uhrenfabrik Tscheljabinsk entstand mit der Verlagerung der Ersten Moskauer Uhrenfabrik im Dezember 1941. Neben der Fertigung von Borduhren wurde die Produktion nach dem Krieg auf Taschenuhren ausgerichtet. 2008 wurde die Produktion eingestellt. 
Im Jahr 2015 wurde die Produktion von Armbanduhren wieder aufgenommen. Es werden Armbanduhren mit Quarz-Werk hergestellt. Ab Herbst 2018 ist geplant, wieder Uhren mit eigenem mechanischem Manufakturwerk (Kaliber 3603) zu produzieren. Mechanische Taschenuhren werden mit Uhrwerk mit 17 Steinen produziert. 
Im Katalog kann man auch Spezialuhren finden.
Bekanntestes Produkt ist das Taschenuhr-Kaliber 3602 mit 18 Steinen und Breguet-Spirale, das auch von anderen Uhrenherstellern verarbeitet wird. Dessen Weiterentwicklung, das Kaliber 3603 mit Stoßsicherung und Flachspirale, wird dagegen kaum verwendet.
Fertigungspalette:
- Flugzeug-Borduhren
- mechanische Taschenuhrwerke
- Taschenuhren
- Armbanduhren
- Tischuhren
- Wanduhren, deutsche Produktion, werden unter Molnija vermarktet.